# Polauto
Polauto war ein brasilianischer Hersteller von Automobilen.

## Unternehmensgeschichte
Das Unternehmen hatte seinen Sitz in Porto Alegre. Ab den 1970er Jahren stellte es Automobile her. Der Markenname lautete Polauto. In den 1990er Jahren endete die Produktion.

## Fahrzeuge
Etwa zwischen den 1970er und den 1980er Jahren stand ein VW-Buggy im Sortiment. Die offene Karosserie ohne Türen hatte einen Überrollbügel hinter den vorderen Sitzen. Ein luftgekühlter Vierzylinder-Boxermotor im Heck trieb die Hinterräder an. Auffallend waren die eckigen Scheinwerfer, die in die Fahrzeugfront integriert waren, der falsche Kühlergrill, um die Ecken gezogene Rückleuchten und das relativ hoch platzierte hintere Kraftfahrzeugkennzeichen.
Darauf folgte ein Pick-up mit Doppelkabine. Die Windschutzscheibe stammte vom VW Brasília und die Rückleuchten vom VW Parati.